# Owendale
Owendale es una villa ubicada en el condado de Huron en el estado estadounidense de Míchigan. En el Censo de 2010 tenía una población de 241 habitantes y una densidad poblacional de 125,24 personas por km².

## Geografía
Owendale se encuentra ubicada en las coordenadas 43°43′39″N 83°16′2″O / 43.72750, -83.26722. Según la Oficina del Censo de los Estados Unidos, Owendale tiene una superficie total de 1.92 km², de la cual 1.92 km² corresponden a tierra firme y (0%) 0 km² es agua.

## Demografía
Según el censo de 2010, había 241 personas residiendo en Owendale. La densidad de población era de 125,24 hab./km². De los 241 habitantes, Owendale estaba compuesto por el 96.27% blancos, el 0% eran afroamericanos, el 0.41% eran amerindios, el 0% eran asiáticos, el 0% eran isleños del Pacífico, el 0.41% eran de otras razas y el 2.9% pertenecían a dos o más razas. Del total de la población el 2.9% eran hispanos o latinos de cualquier raza.